# Cantón de Zarcero
Cantón de Zarcero är en kanton i Costa Rica. Namnet ändrades 2010 till Cantón de Zarcero.  Den ligger i provinsen Alajuela, i den centrala delen av landet, 50 km nordväst om huvudstaden San José. Antalet invånare är 12 205. Arean är 155 kvadratkilometer.
Terrängen i Cantón de Zarcero är kuperad åt sydost, men åt nordväst är den bergig.